# Terenzio Zardini
Terenzio Zardini O.F.M. (Montecchia di Crosara, 8 giugno 1923 – Padova, 23 febbraio 2000) è stato un francescano, musicista e compositore italiano.

## Biografia
Nato da Ernesto Zardini e Maria Montini nel 1923, fu battezzato col nome di Gaetano.
Entrato nell'Ordine di frati minori a Vittorio Veneto nel 1939, assunse il nome di Terenzio. Fu ordinato sacerdote il 14 aprile 1947.
Dopo aver studiato armonia, contrappunto e fuga al Liceo Musicale di Verona, si trasferì al Conservatorio "Benedetto Marcello" di Venezia dove si diplomò in Composizione nel luglio del 1954 sotto la guida del maestro Gabriele Bianchi. L'esito brillante dell'esame, con punti dieci e lode, fu premiato dal Ministero della Pubblica Istruzione con un soggiorno a Salisburgo durante il Festival di quell'anno. Dopo aver frequentato anche il Pontificio istituto di musica sacra a Roma divenne organista e maestro di coro nella chiesa di San Francesco della Vigna a Venezia e in seguito, con i medesimi incarichi, nella chiesa di San Bernardino a Verona dove trascorrerà tutto il resto della sua vita.
Tenne la cattedra di musica corale e direzione di coro al conservatorio "E. F. Dall'Abaco" di Verona avendo tra gli allievi Francesco Bellomi, Paolo De Zen, Daniela Candiotto, Bruno Gini, Gianpaolo Dal Dosso, Mauro Giavarina e Marco Morelato (ultimo suo allievo e attuale Presidente dell'Associazione Musicale fr. Terenzio Zardini).
La produzione musicale di Terenzio Zardini è davvero cospicua (circa 2000 titoli) e abbraccia la musica sacra, pre e post conciliare, quella a destinazione liturgica, la produzione strumentale, cameristica, sinfonica e sinfonico-corale. Accanto a questa mole di titoli va ricordato anche l'impegno nel campo della musica folkloristica nel quale profuse il suo ingegno atto a recuperare brani della tradizione popolare veronese, mantovana e sarda. Molti di questi lavori furono presentati a concorsi nazionali e internazionali e fanno correntemente parte del repertorio di innumerevoli cori. Da ricordare il suo recupero, in tempi moderni, dell'opera Tetide in Sciro di Domenico Scarlatti eseguita in seguito all'Angelicum di Milano; ha anche scritto per la televisione le musiche del documentario Elena Silvestri. Il carattere della sua musica, spontaneo e sincero, gli valse numerosi riconoscimenti anche in importanti manifestazioni come nel caso del suo originalissimo brano corale Vae Ariel, che vinse il primo premio assoluto ad un concorso polifonico la cui commissione era presieduta da Goffredo Petrassi e Luigi Dallapiccola. Lontano dagli ambienti dotti e accademici, il suo genio musicale rimase circoscritto alla musica liturgica post conciliare, definendosi ironicamente «un condannato a comporre piccole musiche per piccoli cori di piccole chiese» e bollando come batarìa (cosa di poco conto) le proprie musiche.
In sostanza Terenzio Zardini ha saputo superare coraggiosamente il passaggio della riforma liturgica promossa dal Concilio Vaticano Secondo, lavorando fin dall'inizio ai canti di nuova generazione nei quali profuse la sua vena melodica schietta e genuina; tra i moltissimi titoli si ricorda l'ormai celebre "Dov'è carità e amore".
Il 21 febbraio 2004 il Comune di Verona ha intitolato a padre Zardini un'area verde con una lapide commemorativa.

## Opere

### Prima del Concilio
- Missa in simplicitate, 2 voci uguali
- Missa in cordis laetitia, 3 voci miste (ATB), 1962
- Missa sinite pargulos, 2 voci puerili
- Ecce Salvator veniet, canti natalizi a 3 voci, 1963

### Dopo il Concilio
- Missa de Angelis, in occasione della visita pastorale di S.S. Giovanni Paolo II a Verona nel 1988
- Rito delle esequie per assemblea e organo

### Musica sinfonica
- Suite per orchestra
- Tema e variazioni per orchestra
- Piccola sinfonia

### Musica cameristica
- Quartetto per archi

### Musica strumentale
- Suite per pianoforte
- Sonata per pianoforte
- Suite in La per organo
- Liber Organi
- L'organista in vacanza

### La produzione sinfonico corale
- La Cena del Signore per soli, coro e orchestra
- Cantico di Frate Sole per soli, coro e orchestra
- Cantata alla Madonna per soli, coro e orchestra
- Salmo 150 per soli, coro e orchestra
- David Regis elegia per soli, coro e orchestra